# Arthur P. Dempster
Arthur Pentland Dempster (Toronto, 1 de enero de 1929) es un matemático y educador canadiense. Es profesor emérito del Departamento de Estadística de la Universidad de Harvard. Era uno de los cuatro profesores cuando se fundó el departamento en 1957.

## Biografía
Recibió su licenciatura en matemáticas y física (1952) y su maestría en matemáticas (1953), ambas por la Universidad de Toronto. Obtuvo su doctorado en estadística matemática por la Universidad de Princeton en 1956. Su tesis, titulada El problema multivariado de dos muestras en el caso degenerado, fue escrita bajo la supervisión de John W. Tukey.
Entre sus contribuciones a la estadística se encuentran la teoría de Dempster-Shafer y el algoritmo de maximización de expectativas (EM). Fue miembro de Putnam en 1951. Fue elegido miembro de la Asociación Estadounidense de Estadística en 1964,  miembro del Instituto de Estadística Matemática en 1963,  y miembro de la Academia Estadounidense de las Artes y las Ciencias en 1997.

## Publicaciones seleccionadas
- Dempster, A. P. (1967), «Upper and lower probabilities induced by a multivalued mapping», The Annals of Mathematical Statistics 38 (2): 325-339, doi:10.1214/aoms/1177698950.
- Dempster, A. P.; Laird, N.; Rubin, D. B. (1977), «Maximum likelihood from incomplete data via the EM algorithm», Journal of the Royal Statistical Society, Series B 39 (1): 1-38.